# ETTU Cup
Der ETTU Cup – seit der Saison 2019/20 Europe Cup –  ist ein europäischer Tischtenniswettbewerb für Vereinsmannschaften. Er wird vom europäischen Tischtennisverband ETTU jährlich für Damen- und Herrenteams durchgeführt. Er ist etwa vergleichbar mit der UEFA Europa League im Fußball.

## Namen
Der Wettbewerb wurde in der Saison 1964/65 erstmals für Herren und ein Jahr später auch für Damen ausgetragen. Damals hieß dieses Turnier Europäischer Messestädte-Pokal. Initiiert wurde diese Turnierserie vom Verein VfB Pirmasens. 1984 wurde der Wettbewerb umbenannt in ETTU Nancy Evans Cup nach der Ehegattin des ITTF-Präsidenten Roy Evans. 2005 folgte die Umbenennung in ETTU Cup, die Trophäe behielt den Namen Nancy Evans Cup. Seit 2019 heißt der Wettbewerb Europe Cup.
Den Siegerpokal wanderte von Sieger zu Sieger. Hatte ein Verein den Wettbewerb dreimal gewonnen, dann behielt er den Pokal. Der erste Pokal wurde 1965 von Karl Rheinwalt, Oberbürgermeister von Pirmasens, gestiftet. 1990 wurde dieser ersetzt durch die Bronzeplastik Tischtennisspieler des Bildhauers Hans Schröder. Einen weiteren Pokal stifteten Hans Frieder Baisch und Klaus Henges (1936–2017). Henges war bis 1998 Spielleiter dieses Wettbewerbs.

## Teilnehmer
Jedes Mitglied der ETTU kann bis zu sechs Mannschaften melden. Diese müssen in der laufenden Saison in der höchsten nationalen Liga spielen. Automatisch teilnahmeberechtigt ist der Sieger der Vorsaison. Auch Nicht-Messestädte können antreten. Lediglich die Landesmeister und Landesvizemeister sind nicht startberechtigt.
Der Deutsche Tischtennis-Bund DTTB nominiert auch solche Vereine, die das Halbfinale des DTTB-Pokals erreicht haben.

## Entwicklung
Als Erster trug sich bei den Herren 1964/65 der DJK Sportbund Stuttgart in die Siegerliste ein. In den Folgejahren dominierten meist osteuropäische Teams den Wettbewerb, bei den Herren bis Ende der 1970er Jahre, bei den Damen bis Ende der 1980er Jahre. Dies führten Kenner auf die gezielte Förderung des Tischtennissports im Osten zurück, den Spielern standen optimale Trainingsmöglichkeiten und gute Trainer zur Verfügung. Später gewannen zunehmend westeuropäische Mannschaften, sehr oft deutsche, den Cup. Als Grund wird die zunehmende Professionalisierung genannt: Sponsoren wurden gewonnen, ausländische Spitzenspieler verpflichtet.
1986 beschloss der ETTU-Kongress, dass nur noch solche Mannschaften teilnehmen dürfen, die in der höchsten nationalen Spielklasse in der letzten Saison unter den ersten Sechs stehen oder in der Pokalmeisterschaft unter die ersten Vier gelangen, sofern sie nicht am Europapokal der Landesmeister teilnehmen. Zudem darf nur noch maximal ein Ausländer eingesetzt werden. Somit konnte jeder Verband 10 Mannschaften zum ETTU Cup melden. Dies wurde 1996 auf 6 Mannschaften reduziert. Gleichzeitig wurde das Endspiel auf den Modus Best-of-Three umgestellt: Es findet ein Hin- und Rückspiel statt; wenn jede Mannschaft einmal gewinnt wird ein Entscheidungsspiel ausgetragen. Später konnte jeder Verband die ersten sieben Teams aus der höchsten nationalen Spielklasse melden. Blieben Plätze frei, dann wurden in der Praxis auch Aufsteiger in die höchste Spielklasse zugelassen.

## Wissenswertes
Im November 2018 musste im Mannschaftskampf der Damen zwischen Fenerbahce Spor Kulubu und TTV Lybrae Herleen das Los den Sieger ermitteln, da nach Hin- und Rückspiel nach Einzelsiegen, Sätzen und Bällen exakt Gleichstand herrschte. TTV Lybrae Herleen siegte beim Münzwurf und kam eine Runde weiter.

## Siegerliste Herren
| Saison  |                                                |                                                                                        |
| ------- | ---------------------------------------------- | -------------------------------------------------------------------------------------- |
| 1964/65 | 1. DJK Sportbund Stuttgart (FRG)               | Elmar Stegmann, Heinz Harst, Peter von Klaudy                                          |
| 1964/65 | 2. PSV Stuttgart (FRG)                         | Manfred Fuchs, Walter Fuchs, Walter Wörle                                              |
| 1965/66 | 1. Slavia Prag (TCH)                           | Jaroslav Staněk, Štefan Kollárovits, Emanuel Kudrnac                                   |
| 1965/66 | 2. DJK Sportbund Stuttgart (FRG)               | Elmar Stegmann, Peter von Klaudy, Bernd Kurz, Eugen Vetter, Günter Stierle             |
| 1966/67 | 1. Sparta Prag (TCH)                           | Jaroslav Staněk, Štefan Kollárovits, Emanuel Kudrnac                                   |
| 1966/67 | 2. VM Közert Budapest (HUN)                    | Berezik, Peter Rozsas, Kovacs II                                                       |
| 1967/68 | 1. Stadion Prag (TCH)                          | Jaroslav Kunz, Josef Dvořáček, Jan Vrba                                                |
| 1967/68 | 2. VM Közert Budapest (HUN)                    | Mátyás Beleznay, Istvan Harcsar, Janos Sandor                                          |
| 1968/69 | 1. Spartacus Budapest (HUN)                    | Ferenc Timar, László Pignitzky, Szabolcs Marosffy                                      |
| 1968/69 | 2. GSTK Vjesnik Zagreb (YUG)                   | Dragutin Šurbek, Zlatko Čordaš, Ratimir Roth                                           |
| 1969/70 | 1. GSTK Vjesnik Zagreb (YUG)                   | Dragutin Šurbek, Zlatko Čordaš, Ivica Koprivniak                                       |
| 1969/70 | 2. Meidericher TTC (FRG)                       | Peter Engel, Karl Nöller, Rüdiger Lamm, Richard Fritz, Wilfried Poll, Heinz Blömeke    |
| 1970/71 | 1. Vitkovice Ostrava (TCH)                     | Jan Chmelik, Stanislav Benda, Jiri Turai                                               |
| 1970/71 | 2. BVSC Vasutas Budapest (HUN)                 | János Borzsei, Sandor Harangi, Péter Rózsás, József Juhos                              |
| 1971/72 | 1. GSTK Vjesnik Zagreb (YUG)                   | Dragutin Šurbek, Antun Stipančić, Zlatko Čordaš                                        |
| 1971/72 | 2. BVSC Vasutas Budapest (HUN)                 | Gábor Gergely, János Borzsei, Péter Rózsás, József Juhos                               |
| 1972/73 | 1. BVSC Vasutas Budapest (HUN)                 | Gábor Gergely, János Borzsei, Sandor Harangi, Péter Rózsás                             |
| 1972/73 | 2. AC Kremlin-Bicètre (FRA)                    | Jacques Secrétin, Vincent Purkart, Danny Dhondt                                        |
| 1973/74 | 1. Spartacus Budapest (HUN)                    | István Jónyer, Ferenc Timar, Gyula Kocsis                                              |
| 1973/74 | 2. Hertha BSC (FRG)                            | Heinz Schlüter, Dimitrije Bilic, Cord Korte                                            |
| 1974/75 | 1. BVSC Vasutas Budapest (HUN)                 | János Borzsei, Gábor Gergely, Péter Rózsás                                             |
| 1974/75 | 2. Boo KFUM Stockholm (SWE)                    | Thomas Berg, Björn Mellström, Ulf Thorsell                                             |
| 1975/76 | 1. Spartacus Budapest (HUN)                    | István Jónyer, Tibor Klampár, Ferenz Timar                                             |
| 1975/76 | 2. SSV Heinzelmann Reutlingen (FRG)            | Peter Stellwag, Manfred Baum, Heinz Schlüter                                           |
| 1976/77 | 1. Spartak Subotica (YUG)                      | Zoran Kalinić, Mirko Gavrilović, Bela Mesaroš                                          |
| 1976/77 | 2. Ganz Mavag Budapest (HUN)                   | Ödön Kocsis, Istvan Asztalos, János Faházi                                             |
| 1977/78 | 1. BVSC Vasutas Budapest (HUN)                 | Jozsef Nocieska, János Takács, Gábor Gergely, János Borzsei, Sándor Harangi            |
| 1977/78 | 2. Spartak Subotica (YUG)                      | Zoran Kalinić, Robert Szanto, Mirko Gavrilović, Bela Mesaroš                           |
| 1978/79 | 1. BVSC Vasutas Budapest (HUN)                 | Jozsef Nocieska, Gábor Gergely, János Takács                                           |
| 1978/79 | 2. GSTK Vjesnik Zagreb (YUG)                   | Antun Stipančić, Tomislav Haramija, Damir Jurčić                                       |
| 1979/80 | 1. SSV Heinzelmann Reutlingen (FRG)            | Peter Stellwag, Ulf Thorsell, Peter Engel                                              |
| 1979/80 | 2. GSTK Vjesnik Zagreb (YUG)                   | Antun Stipančić, Damir Jurčić, Zvonko Basaric                                          |
| 1980/81 | 1. Spartak Subotica (YUG)                      | Zoran Kalinić, Mirko Gavrilović, Bela Mesaroš                                          |
| 1980/81 | 2. ATSV Saarbrücken (FRG)                      | Dragutin Šurbek, John Hilton, Wolfgang Scholer                                         |
| 1981/82 | 1. ATSV Saarbrücken (FRG)                      | Dragutin Šurbek, John Hilton, Peter Engel                                              |
| 1981/82 | 2. AS Messine Paris (FRA)                      | Patrick Birocheau, Patrick Renversé, Pascal Servais                                    |
| 1982/83 | 1. BVSC Vasutas Budapest (HUN)                 | Jozsef Nozicska, Gábor Gergely, János Takács                                           |
| 1982/83 | 2. TTC Zugbrücke Grenzau (FRG)                 | Heiner Lammers, Park Lee-hee, Erwin Becker                                             |
| 1983/84 | 1. TT San Elpidio a Mare (ITA)                 | Ding Yi, Alessio Silveri, Liang Meng                                                   |
| 1983/84 | 2. ATSV Saarbrücken (FRG)                      | Stellan Bengtsson, Georg Böhm, Peter Engel                                             |
| 1984/85 | 1. Spartacus Budapest (HUN)                    | Zsolt Kriston, János Miklós, Tibor Klampár                                             |
| 1984/85 | 2. La Trinite Sports Nizza (FRA)               | Chin-Hoc Vuong, Patrick Birocheau, Christian Martin                                    |
| 1985/86 | 1. La Trinite Sports Nizza (FRA)               | Xie Saike, Christian Martin, Patrick Birocheau                                         |
| 1985/86 | 2. Borussia Düsseldorf (FRG)                   | Cornel Borsos, Ralf Wosik, Jörgen Persson                                              |
| 1986/87 | 1. Borussia Düsseldorf (FRG)                   | Jörgen Persson, Jörg Roßkopf, Ralf Wosik                                               |
| 1986/87 | 2. Levallois UTT (FRA)                         | Jean-Claude Decret, Jean-Philippe Gatien, Jacques Secrétin                             |
| 1987/88 | 1. Levallois UTT (FRA)                         | Jacques Secrétin, Jean-Philippe Gatien, Lo Chuen Tsung                                 |
| 1987/88 | 2. SSV Heinzelmann Reutlingen (FRG)            | Peter Stellwag, Guo Yuehua, Peter Auwärter                                             |
| 1988/89 | 1. ATSV Saarbrücken (FRG)                      | Xie Saike, Carl Prean, Jürgen Rebel, Peter Engel                                       |
| 1988/89 | 2. Spvg Steinhagen (FRG)                       | Ralf Dooley, Lu Qiwei, Engelbert Hüging                                                |
| 1989/90 | 1. TTC Jülich (FRG)                            | Wang Hao, Hans-Jürgen Fischer, Andreas Fejer-Konnerth, Adel Massaad; Trainer Paul Noel |
| 1989/90 | 2. Spvg Steinhagen (FRG)                       | Qiu Jianxin, Wilfried Lieck, Engelbert Hüging                                          |
| 1990/91 | 1. Falkenbergs BTK (SWE)                       | Peter Karlsson, Erik Lindh, Nicky Mason                                                |
| 1990/91 | 2. TTC Jülich (GER)                            | Adel Massaad, Andreas Fejer-Konnerth, Wang Hao                                         |
| 1991/92 | 1. VfB-TT im VfB Lübeck (GER)                  | Wang Yansheng, Peter Franz, Roland Krmaschek                                           |
| 1991/92 | 2. Falkenbergs BTK (SWE)                       | Peter Karlsson, Erik Lindh, Peter Nilsson                                              |
| 1992/93 | 1. TTC Jülich (GER)                            | Yang Jianhua, Vladislav Broda, Andreas Fejer-Konnerth, Christian Dreher                |
| 1992/93 | 2. Postás SE Budapest (HUN)                    | Károly Németh, Robert Pagony, Zoltán Bátorfi                                           |
| 1993/94 | 1. VfB-TT im VfB Lübeck (GER)                  | Wang Yansheng, Peter Franz, Roland Krmaschek, Joseph Hong                              |
| 1993/94 | 2. TTC Jülich (GER)                            | Yang Jianhua, Vladislav Broda, Christian Dreher                                        |
| 1994/95 | 1. Borussia Düsseldorf (GER)                   | Jörg Roßkopf, Wladimir Samsonow, Christian Dreher                                      |
| 1994/95 | 2. Super Donic Berlin (GER)                    | Jörgen Persson, Torben Wosik, Steffen Fetzner                                          |
| 1995/96 | 1. TTF Liebherr Ochsenhausen (GER)             | Ma Wenge, Peter Franz, Richard Prause                                                  |
| 1995/96 | 2. TSV Maxell Heilbronn-Sontheim (GER)         | Benjamin Gerold, Markus Teichert, Xu Zengcai                                           |
| 1996/97 | 1. TTF Liebherr Ochsenhausen (GER)             | Jörgen Persson, Peter Franz, Dmitrij Mazunov, Kostadin Lengerov                        |
| 1996/97 | 2. TTC Zugbrücke Grenzau (GER)                 | Andrzej Grubba, Steffen Fetzner, Wang Tao                                              |
| 1997/98 | 1. TTC Zugbrücke Grenzau (GER)                 | Andrzej Grubba, Petr Korbel, Steffen Fetzner, Lucjan Błaszczyk                         |
| 1997/98 | 2. TTF Bad Honnef (GER)                        | Károly Németh, Torben Wosik, Oh Sang-eun                                               |
| 1998/99 | 1. TTC Jülich (GER)                            | Trinko Keen, Yang Jianhua, Chen Hongyu, Christian Dreher                               |
| 1998/99 | 2. TTF Bad Honnef (GER)                        | Ding Song, Torben Wosik, Michał Dziubański, Károly Németh, Zoltan Fejer-Konnerth       |
| 1999/00 | 1. TTG RS Hoengen (GER)                        | Chen Weixing, Dmitri Masunow, Chan Kong Wah, Sun Jianwei, Piotr Szafranek              |
| 1999/00 | 2. Elan Nevers (FRA)                           | Peter Karlsson, Sébastien Jover, Lin Zhigang                                           |
| 2000/01 | 1. Montpellier TT (FRA)                        | Chang Yuen So, Yang Min, Frederic Sonnet                                               |
| 2000/01 | 2. Elan Nevers (FRA)                           | Lin Zhigang, Peter Karlsson, Sébastien Jover                                           |
| 2001/02 | 1. SV Plüderhausen (GER)                       | Yang Jianhua, Chuang Chih-Yuan, Aleksandar Karakašević                                 |
| 2001/02 | 2. Elan Nevers (FRA)                           | Peter Karlsson, Sébastien Jover, Lin Zhigang                                           |
| 2002/03 | 1. Montpellier TT (FRA)                        | Chang Yen-Shu, Yang Min, Bojan Tokič                                                   |
| 2002/03 | 2. Metabo Frickenhausen (GER)                  | Ding Song, Jens Lundqvist, Peter Franz                                                 |
| 2003/04 | 1. Levallois SC-TT (FRA)                       | Jean-Philippe Gatien, Damien Éloi, Christophe Legoût,                                  |
| 2003/04 | 2. Borussia Düsseldorf (GER)                   | Michael Maze, Bastian Steger, Danny Heister                                            |
| 2004/05 | 1. SV Plüderhausen (GER)                       | Aleksandar Karakašević, Trinko Keen, Yang Jianhua, Ferenc Pazsy                        |
| 2004/05 | 2. Müller Würzburger Hofbräu (GER)             | Evgueni Shetinin, Feng Zhe, Fan Changmao, Leung Chu Yan                                |
| 2005/06 | 1. TTC Frickenhausen (GER)                     | Ma Wenge, Jens Lundqvist, Bojan Tokič                                                  |
| 2005/06 | 2. SV Plüderhausen (GER)                       | Aleksandar Karakašević, Ferenc Pazsy, Lin Su, Martin Bratanow                          |
| 2006/07 | 1. Borussia Düsseldorf (GER)                   | Petr Korbel, Jun Mizutani, Christian Süß                                               |
| 2006/07 | 2. Müller Würzburger Hofbräu (GER)             | Tan Ruiwu, Leung Chu Yan, Jauhen Schtschazinin                                         |
| 2007/08 | 1. Angers Vaillante Sports (FRA)               | Torben Wosik, Jens Lundqvist, Yang Min                                                 |
| 2007/08 | 2. Fenerbahce SC (TUR)                         | Slobodan Grujić, Zeng Cem, Irfan Tavukcuoglu                                           |
| 2008/09 | 1. SV Plüderhausen (GER)                       | Aleksandar Karakašević, Leung Chu Yan, Jacub Kosowski                                  |
| 2008/09 | 2. Victoria Moskau (RUS)                       | Lee Yung Woo, Igor Rubzow, Maxim Schmyrjew                                             |
| 2009/10 | 1. Gazprom Fakel Orenburg (RUS)                | Uladsimir Samsonau, Kirill Skatschkow, Alexei Smirnow                                  |
| 2009/10 | 2. TTC RhönSprudel Fulda-Maberzell (GER)       | Wang Xi, Robert Svensson, Qing Yu Meng                                                 |
| 2010/11 | 1. Chartres ASTT (FRA)                         | Pär Gerell, Gao Ning, Damien Éloi                                                      |
| 2010/11 | 2. Levallois UTT (FRA)                         | Chuang Chih-Yuan, Emmanuel Lebesson, Igor Rubzow                                       |
| 2011/12 | 1. Borussia Düsseldorf (GER)                   | Timo Boll, Patrick Baum, Christian Süß                                                 |
| 2011/12 | 2. Angers Vaillante Sports (FRA)               | Benjamin Brossier, Panagiotis Gionis, Josef Simoncik                                   |
| 2012/13 | 1. UMMC Ekaterinburg (RUS)                     | Tan Ruiwu, Grigori Wlassow, Hou Yingchao                                               |
| 2012/13 | 2. KS Bogoria Grodzisk (POL)                   | Daniel Gorak, Robert Floras, Paweł Fertikowski, Alexander Schibajew                    |
| 2013/14 | 1. 1. FC Saarbrücken TT (GER)                  | Bojan Tokič, Bastian Steger, Tiago Apolónia                                            |
| 2013/14 | 2. TTF Liebherr Ochsenhausen (GER)             | Ryu Seung-min, Liam Pitchford, Simon Gauzy, Kirill Skatschkow                          |
| 2014/15 | 1. Eslov (SWE)                                 | Xu Hui, Robert Svensson, Mattias Översjö                                               |
| 2014/15 | 2. Grudziądz (POL)                             | Bartosz Such, Kaii Yoshida, Wang Yang, Patryk Zatowka                                  |
| 2015/16 | 1. Weinviertel Niederösterreich (AUT)          | Hou Yingchao, Daniel Habesohn, Stefan Fegerl                                           |
| 2015/16 | 2. Werder Bremen (GER)                         | Bastian Steger, Hunor Szőcs, Constantin Cioti                                          |
| 2016/17 | 1. Stella Sports La Romagne (FRA)              | Wei Shihao, Chen Tianyuan, Adrian Crișan, Brice Ollivier                               |
| 2016/17 | 2. Angers Vaillante Sports (FRA)               | Emmanuel Lebesson, Jon Persson, Jens Lundqvist, Christophe Legoût                      |
| 2017/18 | 1. KS Dekorglass Dzialdowo (POL)               | Wong Chun Ting, Wang Yang, Jiří Vráblík, Paweł Fertikowski, Kenta Matsudaira           |
| 2017/18 | 2. Chartres ASTT (FRA)                         | Robert Gardos, Pär Gerell, Alexandre Robinot, Romain Lorentz, Vincent Piard            |
| 2018/19 | 1. GV Hennebont (FRA)                          | Liam Pitchford, Fan Sheng Peng, Cedric Nuytinck, Quentin Robinot                       |
| 2018/19 | 2. 1. FC Saarbrücken (GER)                     | Patrick Franziska, Darko Jorgić, Liao Cheng-Ting, Tomas Polansky                       |
| 2020/21 | 1. AS Pontoise Cergy (FRA)                     | Patrick Baum, Tristan Flore, Adrien Mattenet, Quentin Robinot                          |
| 2020/21 | 2. SPG Walter Wels (AUT)                       | Andreas Levenko, Adam Szudi, Frane Kojic, Dominique Plattner                           |
| 2021/22 | 1. USD Apuania Carrara Tennistavolo (ITA)      | Mihai Bobocica, Andrej Gaćina, Leonardo Mutti, Ľubomír Pištej                          |
| 2021/22 | 2. TTC Wiener Neustadt (AUT)                   | Tomáš Konečný, Frane Kojic, Felix Wetzel                                               |
| 2022/23 | 1. GV Hennebont (FRA)                          | Chuang Chih-Yuan, Kristian Karlsson, Anders Lind, Ioannis Sgouropoulos                 |
| 2022/23 | 2. K.S. Dekorglass Dzialdowo (POL)             | Jakub Dyjas, Jonathan Groth, Kaii Konishi                                              |
| 2023/24 | 1. K.S. Dekorglass Dzialdowo (POL)             | Jakub Dyjas, Jonathan Groth, Kaii Konishi                                              |
| 2023/24 | 2. KS Dartom Bogoria Grodzisk Mazowiecki (POL) | Panagiotis Gionis, Marek Badowski, Milosz Redzimski, Takuya Jin, Michal Gawlas         |

## Siegerliste Damen
| Saison  |                                                |                                                                           |
| ------- | ---------------------------------------------- | ------------------------------------------------------------------------- |
| 1965/66 | 1. Slavia VS Praha (TCH)                       | Kveta Chylikova, Anna Senkova, Reinsteinova                               |
| 1965/66 | 2. SSV Freiburg (GER)                          | Liesel Neumaier, Margot Heidel, Christa Barnikol-Stotz                    |
| 1966/67 | 1. Lokomotiva Bratislava (TCH)                 | Misenkova, Irena Mikocziova, Alica Grofová                                |
| 1966/67 | 2. Budapesti Építők SC (HUN)                   | Zongor, Harsfalvyne, Attilane Lukacsne                                    |
| 1967/68 | 1. Budapesti Építők SC (HUN)                   | Attilane Lukacs, Gabriella Vörös, Jutka Zongor                            |
| 1967/68 | 2. Slavia VS Praha (TCH)                       | Chilykova, Jana Uldrichova, Anna Senkova                                  |
| 1968/69 | 1. Budapesti Építők SC (HUN)                   | Sarolta Lukacs, Ágnes Hernádi, Gabriella Vörös                            |
| 1968/69 | 2. Bratislava-Raca (TCH)                       | Skavreninova, Alica Grofová, Jana Valicova                                |
| 1969/70 | 1. Budapesti Építők SC (HUN)                   | Attilane Lukacs, Gabriella Vörös, Jutka Zongor                            |
| 1969/70 | 2. BVSC Budapest (HUN)                         | Zsuzsa Petranyi, Eva Poor, Gabrielle Csöke                                |
| 1970/71 | 1. DSC Kaiserberg (GER)                        | Agnes Simon, Marta Hejma, Iris Sudmann                                    |
| 1970/71 | 2. FTC Ferencvaros Budapest (HUN)              | Katalin Szendy, Erzsébet Jurik, Zsuzsa Petranyi, Eva Poor                 |
| 1971/72 | 1. FTC Ferencvaros Budapest (HUN)              | Gyulane Jurik, Eva Poor, Zsuzsa Petranyi                                  |
| 1971/72 | 2. Kieler TTK Grün-Weiß (GER)                  | Ingrid Bahnert, Monika Block, Edit Wetzel                                 |
| 1972/73 | 1. FTC Ferencvaros Budapest (HUN)              | Erzsébet Jurik, Katalin Szendy, Eva Poor, Zsuzsa Petranyi                 |
| 1972/73 | 2. Kieler TTK Grün-Weiß (GER)                  | Edit Wetzel, Monika Block, Ingrid Bahnert                                 |
| 1973/74 | 1. FTC Ferencvaros Budapest (HUN)              | Eva Poor, Zsuzsa Petranyi, Katalin Szendy                                 |
| 1973/74 | 2. TSV Ramsharde-Flensburg (GER)               | Kirsten Krüger, Margrit Trupkovic, Monika Kneip                           |
| 1974/75 | 1. Budapesti Építők SC (HUN)                   | Anna Molnar, Eva Galambos, Marta Csik                                     |
| 1974/75 | 2. Start Praha (TCH)                           | Jana Uldrichova, Blanka Silhanova, Helena Pauknerova                      |
| 1975/76 | 1. Weiß-Rot-Weiß Kleve (GER)                   | Wiebke Hendriksen, Monika Kneip-Stumpe, Mieke Jenisch                     |
| 1975/76 | 2. Delta Lloyd Amsterdam (NLD)                 | Judy Williams, Sonja Heltzel, Annemieke van Moorst                        |
| 1976/77 | 1. Sparta Praha (TCH)                          | Dana Hermanova, Hana Veithova Riedlova, Ludmilla Smidova                  |
| 1976/77 | 2. CS Pochtenetz Sofia (BUL)                   | Albertina Rangelowa, Jordanka Doitschinowa, Emilia Neikowa                |
| 1977/78 | 1. Mladost Zagreb (YUG)                        | Dubravka Fabri, Jasna Bernardics, Branka Batinić, Irena Rukavina          |
| 1977/78 | 2. Delta Lloyd Amsterdam (NLD)                 | Ellen Klatt, Judy Williams, Conny van Moorst                              |
| 1978/79 | 1. Weiß-Rot-Weiß Kleve (GER)                   | Wiebke Hendriksen, Monika Kneip-Stumpe, Roswitha Schmitz                  |
| 1978/79 | 2. Mladost Zagreb (YUG)                        | Dubravka Fabri, Jasna Bernardics, Branka Batinić                          |
| 1979/80 | 1. Mladost Zagreb (YUG)                        | Branka Batinić, Dubravka Fabri, Jasna Bernadic                            |
| 1979/80 | 2. Vitkovice Ostrava (TCH)                     | Maria Hrachova, Viera Gajdosova, Milada Hacurova                          |
| 1980/81 | 1. DSC Kaiserberg                              | Yang Ying, Monika Stork, Agnes Simon                                      |
| 1980/81 | 2. Industrogradnja Zagreb (YUG)                | Susanne Anicic, Sonja Kervina, Nada Cvetkovich                            |
| 1981/82 | 1. BSE Budapest (HUN)                          | Edit Urbán, Fray Gardos, Marta Tihanyi                                    |
| 1981/82 | 2. Industrogradnja Zagreb (YUG)                | Susanne Anicic, Nada Cvetkovich, Eržebet Palatinuš                        |
| 1982/83 | 1. BSE Budapest (HUN)                          | Edit Urbán, Mariann Pali, Marta Tihanyi                                   |
| 1982/83 | 2. Spartacus Budapest (HUN)                    | Farago, Ildikó Gazsi, Benke                                               |
| 1983/84 | 1. BSE Budapest (HUN)                          | Marta Tihany, Mariann Pali, Fray Gardos                                   |
| 1983/84 | 2. Spartacus Budapest (HUN)                    | Farago, Ildikó Gazsi, Benke                                               |
| 1984/85 | 1. BSE Budapest (HUN)                          | Marta Tihany, Csilla Bátorfi, Edit Urbán                                  |
| 1984/85 | 2. ATSV Saarbrücken (GER)                      | Annette Greisinger, Jutta Deppner, Susanne Wenzel                         |
| 1985/86 | 1. Avanti Hazerswoude (NLD)                    | Bettine Vriesekoop, Mirjam Kloppenburg, Ellen Bakker                      |
| 1985/86 | 2. Vitkovice Ostrava (TCH)                     | Marie Hrachová, Viera Gajdosova, Regina Hybnerova                         |
| 1986/87 | 1. BSE Budapest (HUN)                          | Edit Urbán, Csilla Bátorfi, Szonja Szigeti                                |
| 1986/87 | 2. Spartak ZTS Topolcany (SK)                  | Ingrid Choda, Renata Zatkova, Julia Kutisova                              |
| 1987/88 | 1. BSE Budapest (HUN)                          | Edit Urbán, Csilla Bátorfi, Mariann Pali                                  |
| 1987/88 | 2. Perucica Foca (YUG)                         | Nada Kujundzic, Fatima Isanovic, Eldijana Aganovic                        |
| 1988/89 | 1. BSE Budapest (HUN)                          | Edit Urbán, Szonja Szigeti, Csilla Bátorfi                                |
| 1988/89 | 2. Spvg Steinhagen (GER)                       | Nicole Struse, Jin-Sook Cords, Yang Yanqun                                |
| 1989/90 | 1. BSE Budapest (HUN)                          | Szilvia Káhn, Szonja Szigeti, Csilla Bátorfi                              |
| 1989/90 | 2. Fövarosi Vizmüvek Budapest (HUN)            | Zita Pidl, Agnes Hegedüs, Gabriella Böhm                                  |
| 1990/91 | 1. TSG Dülmen (GER)                            | Tong Ling, Olga Nemes, Ilka Böhning                                       |
| 1990/91 | 2. CSS Sciinta Constanta (ROM)                 | Adriana Nastase, Laura Nicolae, Emilia Ciosu                              |
| 1991/92 | 1. Tempo Team Amsterdam (NED)                  | Emily Noor, Gerdie Keen, Bettine Vriesekoop                               |
| 1991/92 | 2. TSG Dülmen (GER)                            | Tong Ling, Olga Nemes, Elke Schall                                        |
| 1992/93 | 1. TuS Glane (GER)                             | Mirjam Hooman, Christiane Praedel, Anke Schreiber                         |
| 1992/93 | 2. Montpellier Le Crés (FRA)                   | Chen Jun Yu, Agnes Lelannic, Celine Rouviere                              |
| 1993/94 | 1. Rot-Weiß Klettham-Erding (GER)              | Yunli Schreiner, Cornelia Faltermaier, Ursula Oswald-Ziegler              |
| 1993/94 | 2. TuS Glane (GER)                             | Mirjam Hooman, Christiane Praedel, Ulla Rottmann                          |
| 1994/95 | 1. FC Langweid (GER)                           | Jie Schöpp, Csilla Bátorfi, Christina Fischer, Sylvia Pranjkovic          |
| 1994/95 | 2. FC Bayer 05 Uerdingen (GER)                 | Jing Tian-Zörner, Katja Nolten, Elke Schall                               |
| 1995/96 | 1. FC Langweid (GER)                           | Jie Schöpp, Csilla Bátorfi, Christina Fischer                             |
| 1995/96 | 2. FC Bayer 05 Uerdingen (GER)                 | Elke Schall, Katja Nolten, Jing Tian-Zörner                               |
| 1996/97 | 1. Rot-Weiß Klettham-Erding (GER)              | Qiao Yunping, Yunli Schreiner, Cornelia Faltermaier                       |
| 1996/97 | 2. Team Galaxis Lübeck (GER)                   | Chen Jing, Alena Suchanek, Olga Nemes, Claudia Oben                       |
| 1997/98 | 1. Rot-Weiß Klettham-Erding (GER)              | Qiao Yunping, Yunli Schreiner, Cornelia Faltermaier, Michaela Berger      |
| 1997/98 | 2. FC Bayer 05 Uerdingen (GER)                 | Elke Schall, Svetlana Ganina, Kinga Miklos                                |
| 1998/99 | 1. FC Langweid (GER)                           | Csilla Bátorfi, Yunli Schreiner, Marie Svensson                           |
| 1998/99 | 2. FC Bayer 05 Uerdingen (GER)                 | Gerdie Keen, Elke Schall, Wei Fangying, Svetlana Ganina                   |
| 1999/00 | 1. Postás Matáv Budapest (HUN)                 | Otilia Bădescu, Rita Kertai, Silvija Erdelji                              |
| 1999/00 | 2. TSV Röthenbach (GER)                        | Wu Jiaduo, Tanja Riß, Svenia Weikert                                      |
| 2000/01 | 1. TSV Betzingen (GER)                         | Ding Yaping, Qianhong Gotsch, Weranika Paulowitsch, Gaby Rohr, Meike Rohr |
| 2000/01 | 2. Budapest SE (HUN)                           | Anna Molnar, Eva Braun, Anna Isaeva                                       |
| 2001/02 | 1. 3B Berlin (GER)                             | Irina Palina, Li Ran, Rūta Budiene                                        |
| 2001/02 | 2. TTC Femont Röthenbach (GER)                 | Adriana Nastase, Svenja Weikert, Jessica Weikert                          |
| 2002/03 | 1. Postás Matáv Budapest (HUN)                 | Olga Nemes, Otilia Bădescu, Petra Lovas, Vivien Ellö                      |
| 2002/03 | 2. Müllermilch Langweid (GER)                  | Mihaela Șteff, Yunli Schreiner, Csilla Bátorfi                            |
| 2003/04 | 1. 3B Berlin (GER)                             | Rūta Budiene, Ran Li, Christina Fischer, Weranika Paulowitsch             |
| 2003/04 | 2. TV Busenbach (GER)                          | Elke Wosik, Han Ying, Krisztina Tóth                                      |
| 2004/05 | 1. Postas Matav SE Budapest (HUN)              | Jie Schöpp, Vivien Ellö, Rita Kertai                                      |
| 2004/05 | 2. Relesa Galvame Cartagena TM (ESP)           | Shen Yan Fei, Silvija Erdelji, Adriana Zamfir                             |
| 2005/06 | 1. Homberger Turnerschaft (GER)                | Wenling Tan Monfardini, Zhenqi Barthel, Anna Lipinska, Yin Na             |
| 2005/06 | 2. 3B Berlin (GER)                             | Tanja Hain-Hofmann, Weranika Paulowitsch, Song Ah Sim, Bao Di             |
| 2006/07 | 1. 3B Berlin (GER)                             | Weranika Paulowitsch, Song Ah Sim, Bao Di-Stumper, Tanja Hain-Hofmann     |
| 2006/07 | 2. Fotoprix VIC (ESP)                          | Wang Tingting, Carla Nouwen, Sara Ramirez                                 |
| 2007/08 | 1. Dalenergosetproekt (RUS)                    | Viktoria Pawlovich, Svetlana Ganina, Svetlana Krekina                     |
| 2007/08 | 2. KTS Tarnobrzeg (POL)                        | Zhou Xiao, Li Qian, Eva Ódorová                                           |
| 2008/09 | 1. UCAM Himoinsa Cartagena (ESP)               | Li Jie, Sun Bei, Shen Zhang                                               |
| 2008/09 | 2. KTS Tarnobrzeg (POL)                        | Zhou Xiao, Li Qian, Kinga Stefanska                                       |
| 2009/10 | 1. UCAM Himoinsa Cartagena (ESP)               | Shen Yanfei, Zhu Fang, Chen Qing                                          |
| 2009/10 | 2. KTS Tarnobrzeg (POL)                        | Li Qian, Zhou Xiao, Gu Wenjing                                            |
| 2010/11 | 1. Infinity Heerlen (NED)                      | Li Jiao, Li Jie, Lau Sui Fei                                              |
| 2010/11 | 2. Ttc berlin eastside (GER)                   | Song Ah Sim, Andrea Bakula, Georgina Póta                                 |
| 2011/12 | 1. Fenerbahçe SK (TUR)                         | Elizabeta Samara, Melek Hu, Zhou Fangfang                                 |
| 2011/12 | 2. Dalenergosset Wladiwostok (RUS)             | Viktoria Pawlovich, Anna Tikhomirova, Marharyta Pessozka                  |
| 2012/13 | 1. Fenerbahçe SK (TUR)                         | Viktoria Pawlovich, Elizabeta Samara, Melek Hu                            |
| 2012/13 | 2. KTS Tarnobrzeg (POL)                        | Li Qian, Han Ying, Marharyta Pessozka                                     |
| 2013/14 | 1. SVS Ströck (AUT)                            | Li Fen, Tetyana Bilenko, Petra Lovas, Daniela Dodean                      |
| 2013/14 | 2. Club Pongiste Lyssois Lille Metropole (FRA) | Bernadette Szőcs, Yang Xiao Xin, Agnes Le Lannic                          |
| 2014/15 | 1. KTS Tarnobrzeg (POL)                        | Li Qian, Han Ying, Renáta Štrbíková                                       |
| 2014/15 | 2. Metz TT (FRA)                               | Yunli Schreiner, Wu Jiaduo, Fu Yu                                         |
| 2015/16 | 1. Lille Metropolé (FRA)                       | Xiaoxin Yang, Bernadette Szőcs, Agnes Lelannic                            |
| 2015/16 | 2. Bursa Büyükşehir Belediyesi (TUR)           | Polina Michailowa, Melek Hu, Marija Dolgich                               |
| 2016/17 | 1. Bursa Büyükşehir Belediyesi (TUR)           | Melek Hu, Alexandra Privalova, Simay Kulakceken                           |
| 2016/17 | 2. Tigem SC Ankara (TUR)                       | Cristina Hirici, Zoia Novikova, Duygu Kocak                               |
| 2017/18 | 1. Metz TT (FRA)                               | Yunli Schreiner, Carole Grundisch, Liu Xin, Pauline Chasselin             |
| 2017/18 | 2. Girbau-VIC TT (ESP)                         | Ni Xialian, Wang Tingting, Ana Garcia                                     |
| 2018/19 | 1. UCAM Cartagena TM (ESP)                     | Silvija Erdelji, Maria Xiao, Victoria Lebedeva, Liu Xin                   |
| 2018/19 | 2. CP Lyssois Lille Metropole (FRA)            | Yang Xiaoxin, Tamolwan Khetkhuan, Agnes Le Lannic                         |
| 2020/21 | 1. Saint-Denis US 93 Tennis de Table (FRA)     | Camile Lutz, Leili Mostafavi, Prithika Pavade                             |
| 2020/21 | 2. SH-ITB Budaörsi Sport Club (HUN)            | Georgina Póta, Maria Fazekas, Sabina Surjan, Petra Lovas                  |
| 2021/22 | 1. UCAM Cartagena TM (ESP)                     | Silvija Erdelji, Maria Xiao, Dora Madarasz, Li Fen                        |
| 2021/22 | 2. ALCL TT Grand Quevilly (FRA)                | Pauline Chasselin, Anais Salpin, Li Samson                                |
| 2022/23 | 1. ASD Quattro Mori Cagliari (ITA)             | Andreea Dragoman, Edem Offiong, Tania Plaian                              |
| 2022/23 | 2. SH-ITB Budaörsi Sport Club (HUN)            | Helga Dari, Georgina Póta, Maria Fazekas                                  |
| 2023/24 | Museo de la Almendra Francisco Morales (ESP)   |                                                                           |
| 2023/24 | SH-ITB Budaörsi Sport Club (HUN)               | Dora Madarasz, Georgina Póta, Maria Fazekas                               |